# Avishai Cohen (trombettista)
Avishai Cohen, in ebraico אבישי כהן‎? (Tel Aviv, 1978), è un musicista jazz di origine israeliana residente a New York.

## Biografia
Cohen è nato a Tel Aviv, in Israele. È cresciuto in una famiglia di musicisti con i suoi fratelli sassofonisti: la sorella Anat Cohen e il fratello Yuval Cohen (sassofono soprano). All'età di otto anni Avishai chiese a sua madre se poteva cominciare a prendere lezioni di tromba. All'età di dieci anni, Avishai cominciò a suonare con la Rimon Big Band. Ricorda di quel periodo: "Avevo una cassa su cui stavo in piedi". Da adolescente Avishai fece una tournée con l'Orchestra filarmonica d'Israele.
Avishai frequentò il Berklee College of Music a Boston. Dopo essersi diplomato a Berklee, passò a vincere il 3º posto nella competizione per tromba jazz di Thelonious Monk nel 1997. Cohen si trasferì poi New York dove cominciò a sviluppare la sua musica a fianco di Jason Lindner e del bassista Omer Avital allo Smalls Jazz Club. Registrò il suo primo album nel 2003 con la Anzic Records. Il titolo dell'album The Trumpet Player ("Il suonatore di tromba") fu scelto per evitare confusione con l'omonimo bassista jazz israeliano Avishai Cohen. Da allora ha registrato con molti celebri artisti jazz come leader del gruppo, co-leader, e compositore. Ha suonato con parecchi gruppi jazz, che includono musicisti dell'SFJAZZ Collective. Avishai ha dichiarato di essere stato fortemente influenzato da Miles Davis. È sposato e ha due figli.

## Discografia

### Come leader
- The Trumpet Player (Fresh Sound, 2003)
- After the Big Rain (Anzic Records, 2007)
- Flood (Anzic Records, 2008)
- Seven (Anzic Records, 2008) (Digital Release Only)
- Introducing Triveni (Anzic Records, 2010)
- Triveni II (Anzic Records, 2012)
- Avishai Cohen's Triveni , «Dark nights» (Anzic Records, 2014)
- Into The Silence (ECM, 2015)
- Big Vicious, (ECM, 2020)

### Third World Love
- Songs and Portraits (Anzic Records, 2012)
- Sketch of Tel Aviv (Self+Small's Records, 2006)
- Avanim (Self, 2004)
- New Blues (Anzic Records, 2003)
- Third World Love Songs (Fresh Sound World Jazz, 2002)

### 3 Cohens
- Family (Anzic Records, 2011)
- Braid (Anzic Records, 2007)
- One (Self, 2003)

### Omer Avital
- New Song (Motema Music, 2014)
- Suite of the East (Anzic Records, 2012)
- Live at Smalls (SmallsLIVE, 2011)
- Free Forever (Smalls Records, 2011)
- Arrival (Fresh Sound World Jazz, 2007)
- The Ancient Art of Giving (Smalls Records, 2006)
- Marlon Browden Project (Fresh Sound World Jazz, 2003)

### Altri gruppi
- SF Jazz Collective Live 2010:7th Annual Concert Tour (SFJAZZ, 2010)
- Anat Cohen Noir (Anzic Records, 2006)
- Anat Cohen Place & Time (Anzic Records, 2005)
- Yuval Cohen Freedom (Anzic Records, 2006)
- The Jason Lindner Big Band Live at the Jazz Gallery (Anzic, 2007)
- Waverly 7 Yo! Bobby (Anzic Records, 2007)
- Keren Ann Keren Ann (Emi France, 2007)
- Keren Ann Nolita (Metro Blue/Blue Note, 2005)
- Yosvany Terry Metamorphosis (EWE+Kindred Rhythm, 2006)
- Gregory Tardy Monuments (SteepleChase Music (KODA)/SteepleChase Jazz Music (BMI), 2011)